# Gerald Horsley

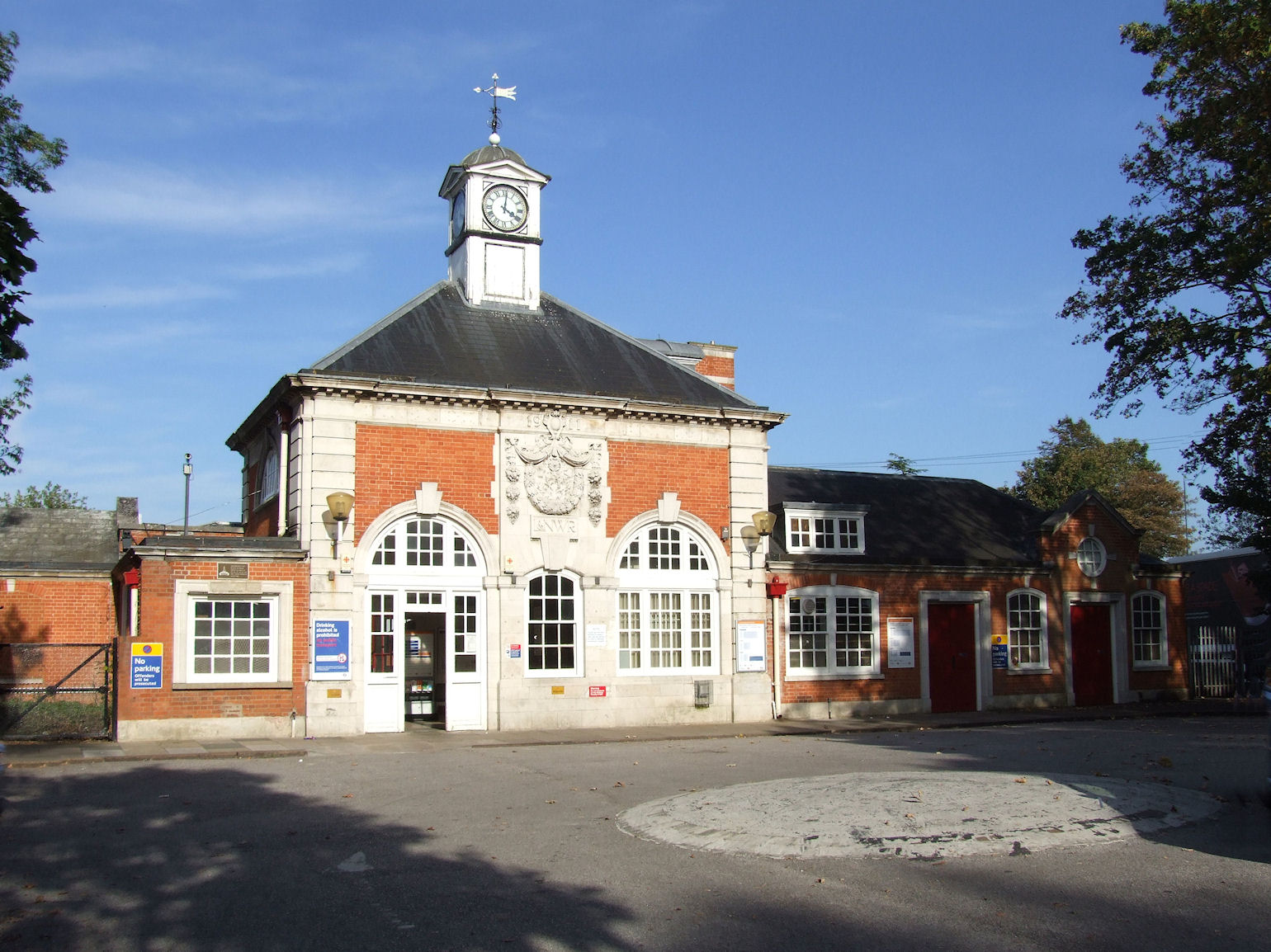
Hatch End Station. Hatch End war einer der größeren Vorortbahnhöfe der London, Midland and Scottish Railway (LMS)

Gerald Callcott Horsley (* 31. Oktober 1862 in Cranbrook, Kent; † 2. Juli 1917 in Crowborough, East Sussex) war ein britischer Architekt, Zeichner und Illustrator.

## Leben
Gerald Callcott Horsley wurde am 1862 in Cranbrook, Kent, geboren. Er war der Sohn des Malers John Callcott Horsley. Seine Ausbildung zum Architekten begann er 1879 bei Richard Norman Shaw, für den er bis 1882 tätig war. 1883 arbeitete er als dessen Assistent. Anschließend war er von 1884 bis 1885 Assistent bei John Dando Sedding. 1881 besuchte er die Royal Academy Schools in London. 1887 und 1888 erhielt er das Owen-Jones-Stipendium des Royal Institute of British Architects (RIBA), welches ihm Studienreisen nach Italien ermöglichte. Im Jahr 1888 eröffnete er ein eigenes Architekturbüro in Bloomsbury, London. Gerald Horsley war 1883 Mitbegründer der St George’s Art Society und 1884 der Art Workers’ Guild. 1890 wurde er Associate des RIBA, trat jedoch 1892 aus Protest gegen die geplante Zwangsregistrierung von Architekten aus. 1906 kehrte er als Fellow zum RIBA zurück. Von 1911 bis 1913 war er Präsident der Architectural Association.

## Werk
Gerald Horsleys frühe Arbeiten waren vom Arts-and-Crafts-Movement beeinflusst. Später wandte er sich dem Barockstil zu, inspiriert von Christopher Wren. Zu seinen bedeutendsten Bauwerken zählen:
- St Paul’s Girls’ School in Hammersmith, London (1901–1902; 1914 wurde eine Musikschule hinzugefügt).
- Bahnhöfe für die London and North Western Railway, darunter Hatch End Station (1911)
- St Chad’s Church in Longsdon, Staffordshire (1902–1906)
- Coombe Field in Godalming, Surrey (1904)
- Gebäude an der Bishopsgate 10–12 in London (1911–1912)

Gerald Horsley war ein herausragender Zeichner und fertigte Präsentationszeichnungen für Kollegen an. Er illustrierte Edward Schroeder Priors A History of Gothic Art in England (1900). Zudem war er Herausgeber des Architectural Association Sketch Book für die Jahre 1909 und 1910.    